# ブリッジポート・ミュージック
ブリッジポート・ミュージック (Bridgeport Music) は、アーメン・ボラディアンが1969年にミシガン州で設立した音楽出版社。法人の形はとっているが、事実上、創設者ボラディアンの個人事業同然とされる。同社はジョージ・クリントンとファンカデリックによる録音に関する著作権を管理している。ブリッジポート・ミュージックは、サンプリングによる著作権侵害に関して、合衆国法典第17編に定められた連邦著作権法制に基づいて、数百件にも及ぶ数多くの訴訟を提起しており、しばしば「サンプル・トロール」と称される。中には、ブリッジポートが、パブリック・エナミー、N.W.A.、ジェイ・Z、ノトーリアス・B.I.G.の制作した作品が著作権侵害であるとして訴え、陪審団がブリッジポート側に400万ドル以上の損害を認定するといった裁判もあった。

## おもな訴訟
2001年5月4日、「ブリッジポート・ミュージック対11Cミュージック」（Bridgeport Music, Inc. v. 11C Music, 202 F.R.D. 229' (M.D. Tenn 2001)）において、ブリッジポート・ミュージックは、サンプリングを用いた楽曲数曲が、権利侵害にあたるとして、訴えを起こした。これは宣言判決、差止条項 (injunctive relief)、損害賠償を求めた確認訴訟であり、500ほどの異なる侵害の主張に基づき、800ほどの個人や法人が訴えられた。裁判所は、これらの事案は個別に分離して審理されるべきものと判定し、その結果、447件に及ぶ訴訟が起こされることとなった。特に著名な訴訟としては、次のようなものがある。
- Bridgeport Music, Inc. v. Dimension Films
- Bridgeport Music, Inc. v. Smith
- Bridgeport Music, Inc. v. Universal-Mca Music Publishing, Inc.
- Bridgeport Music, Inc. v. Still N the Water Publishing
- Bridgeport Music, Inc. v. Dm Records, Inc.
- Bridgeport Music, Inc. v. Justin Combs Publishing

## 権利をめぐる議論
ジョージ・クリントンとファンカデリックのカタログをめぐる諸権利については、若干の論争がなされてきた。クリントン本人は、音楽作品についての諸権利は、1983年にマルビッツ (Malbiz) の楽曲カタログが移譲された際に偽計的文書によって、詐取されたものであると主張している。